# Clothesline

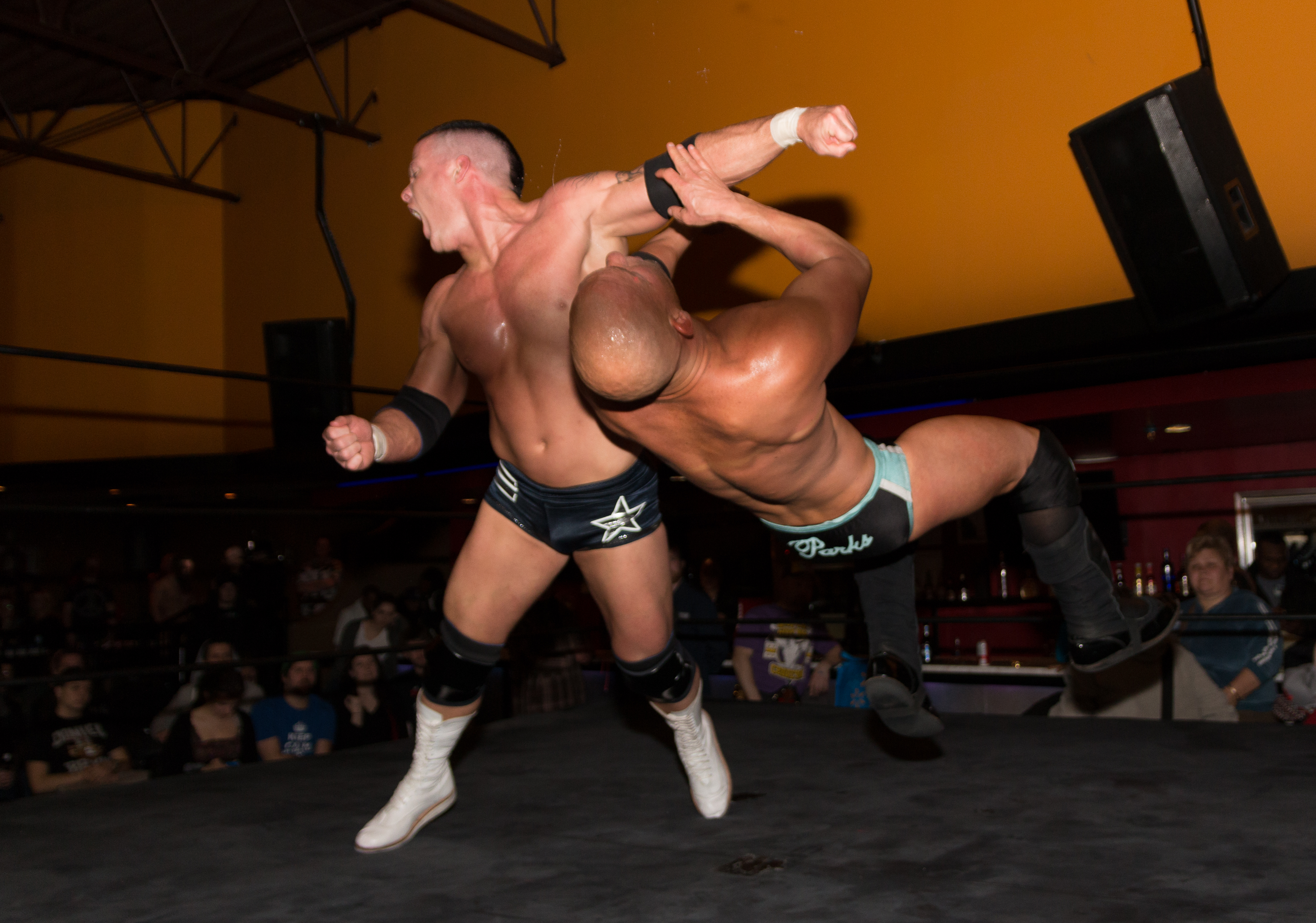

La Clothesline è una delle mosse più comuni e più usate nel mondo del wrestling. La mossa consiste nell'estendere il braccio di lato e parallelamente al terreno, colpendo all'altezza del collo l'avversario mentre corre incontro.
Viene spesso erroneamente confuso con un lariat.

## Varianti

### Cactus Clothesline
L'esecutore corre verso l'avversario posto di schiena contro le corde; la forza esercitata spinge entrambi a scavalcare la terza corda ed a finire per terra.

### Running Clothesline
L'esecutore si lancia di solito dalle corde ad altà velocità e correndo verso l'avversario lo colpisce al collo con un impatto maggiore del normale scaricandogli tutto il peso addosso.

### Discus clothesline
Una clothesline girando, facendo un giro attorno a se stessi, solitamente correndo. Chiamata, anche Spinning Clothesline.

### Leaping clothesline
Conosciuta anche come Jumping Clothesline, questa mossa prevede che il lottatore attaccante corra verso un avversario, quindi saltaa in aria prima di connetterse la clothesline.

### Short-arm clothesline
L'esecutore prende per il braccio l'avversario e lo spinge a sé, colpendolo con il braccio teso.

### Corner clothesline
Clothesline eseguita in corsa con l'avversario stordito all'angolo.

### Rebound Clothesline
Mentre l'avversario corre verso le corde su un lato del ring e rimbalza contro di esse, anche l'attaccante corre verso le stesse corde e rimbalza assicurandosi di essere dietro di loro ed esegue la corda da bucato mentre l'avversario si gira per affrontarlo.

### Three-point stance clothesline
Anche conosciuto come Charging Clothesline. In questa variante, Il wrestler usa la tipica "posizione da tre punti" del Football americano per poi colpire con una Clothesline il proprio avversario.

### Turnbuckle clothesline
L'esecutore colpisce l'avversario, solitamente barcollante, all'angolo.

### Springboard clothesline
Mettendosi in piedi sull'apron ring, l'esecutore si posiziona con un salto sulla terza corda e, da qui, spicca un balzo colpendo l'avversario con una clothesline. Una variante consiste di prendere uno slancio dalla seconda corda, voltando le spalle all'avversario e al centro del ring, e di girarsi al momento del volo, riuscendo così a colpire l'avversario con una clothesline.

## Lariat
Nel wrestling, un lariat viene eseguito quando un lottatore attaccante corre verso un avversario e avvolge un braccio attorno alla parte superiore del torace o al collo dell'avversario, costringendolo a terra. Questa mossa è simile a una clothesline, con la differenza che in una clothesline il braccio del lottatore è tenuto dritto perpendicolare al fianco durante il movimento, mentre nel lariat il lottatore colpisce l'avversario con il braccio spesso con un movimento oscillante e talvolta cade a faccia in giù oltre all'avversario.

### Nothern lariat
Variante che consiste nel colpire con una violenta clothesline la parte posteriore del collo dell'avversario, colpendolo quindi da dietro.

### Pendulum lariat
Manovra conosciuta anche come Rebound Lariat che consiste nel penzolare all'indietro sulle corde mantenendosi, e, una volta rialzato, si colpisce con una violenta clothesline l'avversario.

### Slingshot somersault lariat
Manovra che si esegue effettuando una capovolta attraverso le corde passando dall'apron al centro del ring e colpendo l'avversario con un Lariat.

### Spinning headlock sitout lariat
Nota anche come Sling Blade, si esegue in corsa, girando attorno all'avversario e quindi prenderlo avvolgendogli intorno il braccio, per poi cadere seduti.

### Crooked Arm Lariat
Eseguito quando un lottatore attaccante corre verso un avversario con il braccio piegato verso l'alto all'altezza del gomito di 60-90 gradi e avvolge il braccio attorno al collo dell'avversario, costringendolo a terra.

### Flying Lariat
Il lottatore attaccante usa prima le corde per aumentare la velocità, quindi balza in avanti e avvolge il braccio attorno al collo dell'avversario, abbattendolo.

### Lariat Takedown
Il lottatore corre verso il suo avversario, avvolge un braccio attorno alla parte superiore del torace e del collo dell'avversario e fa oscillare entrambe le gambe in avanti, sfruttando questo slancio per trascinare l'avversario con sé sul tappeto per primo.

### Western Lariat
Questa manovra viene eseguita quando il lottatore non corre, ma colpisce semplicemente l'avversario mentre è in piedi accanto a lui o in attesa di un avversario in carica. Reso popolare da Stan Hansen . Il lottatore può anche tenere alta la testa dell'avversario prima di eseguire il lariat con l'altro braccio.

### Short Arm Lariat
Una variazione in cui il lottatore afferra uno dei polsi dell'avversario con una mano e lo tira più vicino, colpendolo con l'altro braccio.